# Hilo (Hawaii)
Hilo è un census-designated place degli Stati Uniti d'America, nella contea di Hawaii, nello stato delle Hawaii. È il più importante centro abitato dell'Isola di Hawaii e, con una popolazione di 43 263 abitanti (secondo il censimento del 2010), è la seconda città dello Stato.
Da un punto di vista geografico la città è adagiata sulla baia omonima alle pendici di due importanti vulcani dell'arcipelago: Mauna Loa considerato attivo, e Mauna Kea vulcano spento sopra il quale è stato installato un importante osservatorio astronomico.
Hilo è sede dell'Università delle Hawaii ed è in un'area colpita in passato da diversi tsunami, anche con effetti disastrosi. Oggi viene costantemente monitorata e controllata mentre in città esiste un museo dedicato agli tsunami.

## Monumenti e luoghi d'interesse
A Hilo si trova il parco e giardini Liliuokalani, uno storico parco dove si trova uno dei più grandi esempi di giardini giapponesi al di fuori del Giappone.